# Фидлер, Владимир Фёдорович
Влади́мир Фёдорович Фи́длер, немецкое имя Вольдема́р Ре́йнгольд О́скар Фи́длер (нем. Woldemar Reinhold Oskar Fiedler; 13 декабря (25 декабря) 1881, Чухлома, Костромская губерния, Российская империя ― 23 октября 1932, Москва, СССР) ― советский инженер, промышленный деятель, организатор и руководитель металлургического и машиностроительного производства на Урале.

## Биография
Родился 13 декабря (25 декабря) 1881 года в городе Чухлома Костромской губернии Российской империи в семье обрусевших немцев ― аптекаря Иоганна Фридриха (Фёдора Фёдоровича) Фидлера и Каролины Лидии Фидлер (урожд. Кант) (правнучатой племянницы знаменитого немецкого философа Иммануила Канта).
В 1900 году окончил Екатеринбургское реальное училище.
В 1901―1904 гг. ― чертёжник в Томском технологическом институте Императора Николая II; кочегар, помощник машиниста, машинист на железнодорожном транспорте.
В 1905―1907 гг. ― заведующий металлографической лабораторией на Златоустовском заводе (в качестве производственной практики). Осуществлял исследования снарядной и специальной сталей.
В 1911 году окончил Томский технологический институт Императора Николая II с присвоением квалификации «инженер-технолог».
В 1911―1917 гг. ― заведующий инструментальным цехом Златоустовской оружейной фабрики, заведующий шанцевым и кузнечно-котельным производствами.
В 1917―1920 гг. ― управляющий, главный инженер по реэвакуации оборудования Златоустовских заводов из Сибири.
В 1920―1922 гг. ― технический руководитель правления горных заводов Южного Урала.
В 1922―1925 гг. ― главный инженер Златоустовских заводов.
В 1925―1926 гг. ― помощник технического руководителя Уральского горнозаводского треста.
В 1926―1932 гг. ― главный инженер управления по постройке Уральского завода тяжёлого машиностроения («Уралмашиностроя») в городе Свердловске, главный инженер филиала Государственного института по проектированию металлургических заводов («Гипромеза»).
В результате его работы Уральский завод тяжёлого машиностроения (УЗТМ) был оснащён современным оборудованием по меркам того времени и пущен в эксплуатацию в 1933 году, при этом основные цеха построены всего за 2 года. Удачный проект предприятия позволил в дальнейшем беспрепятственно осуществлять неоднократные реконструкции действующего производства, увеличивать объёмы и расширять номенклатуру выпускаемой продукции.
В начале 1930-х гг. в порядке совместительства работал главным инженером строительства экскаваторного завода.
Скоропостижно скончался 23 октября 1932 года в Кремлёвской больнице во время служебной командировки. Тело Фидлера было кремировано в Москве, а урна с прахом была перевезена в Свердловск и 31 октября 1932 года замурована в мемориальной усыпальнице перед проходной УЗТМ рядом с памятником А. П. Банникову. Впоследствии урна с прахом была захоронена на Широкореченском кладбище после смерти жены Капитолины Ивановны Фидлер.
В 1933 году (посмертно) объявлен «врагом народа» по ложному обвинению, реабилитирован в 1957 году.

## Семья
- Отец: Иоганн Фридрих (Фёдор Фёдорович) Фидлер (1851―1897).
- Мать: Каролина Лидия Фидлер (урожд. Кант) (1862―1931).
- Супруга: Капитолина Ивановна Фидлер (урожд. Аманацкая).
  - Дети: Сергей Владимирович Фидлер (1908―1966), Ольга Владимировна Солонина (урожд. Фидлер) (1910―1985), Нина Владимировна Никитина (урожд. Фидлер) (1918―1977).